# Waldbahn Bely Rutschei
| Waldbahn Bely Rutschei                  | Waldbahn Bely Rutschei |
| --------------------------------------- | ---------------------- |
| Diesellok der SŽD-Baureihe ТУ8 - № 0064 |                        |
| Waldbahn Bely Rutschei                  |                        |
| Streckenlänge:                          | 63 km                  |
| Spurweite:                              | 750 mm (Schmalspur)    |
|                                         |                        |

Die Waldbahn Bely Rutschei (russisch Белоручейская узкоколейная железная дорога, transkr.  Belorutscheiskaja uskokoleinaja schelesnaja doroga, transl. Beloručejskaâ uzkokolejnaâ železnaâ doroga) ist eine Schmalspurbahn bei Depo im Rajon Wytegra der Oblast Wologda in Russland.

## Geschichte
Die 63 km lange Waldeisenbahn wurde 1922 in Betrieb genommen und ist noch das ganze Jahr über in Betrieb (2015). Sie hat eine Spurweite von 750 mm.
Die Gesamtlänge der Gleise betrug vorübergehend mehr als 110 km. Sie wird heute für den Holztransport und für den Transport von Waldarbeitern genutzt. Im Jahr 2014 wurden die Gleise stellenweise repariert.

## Fahrzeuge

### Lokomotiven
- Diesellok der SŽD-Baureihe ТУ7 – № 2240, 2355, 2406, 2463, 2880, 3334
- Diesellok der SŽD-Baureihe ТУ8 – № 0017, 0055, 0064
- Diesellok der SŽD-Baureihe ТУ6Д – № 0289
- Draisine TD-5U „Pionier“

### Güter- und Personenwagen
Es gibt mehrere Langholzwagen, offene und geschlossene Güterwagen, Tankwagen, Schüttgutwagen für den Schottertransport beim Gleisbau sowie mindestens einen Schneepflug und einen Kran des Typs LP-19. Außer Personenwagen gibt es auch einfache Speise- oder Aufenthaltswagen.

## Galerie

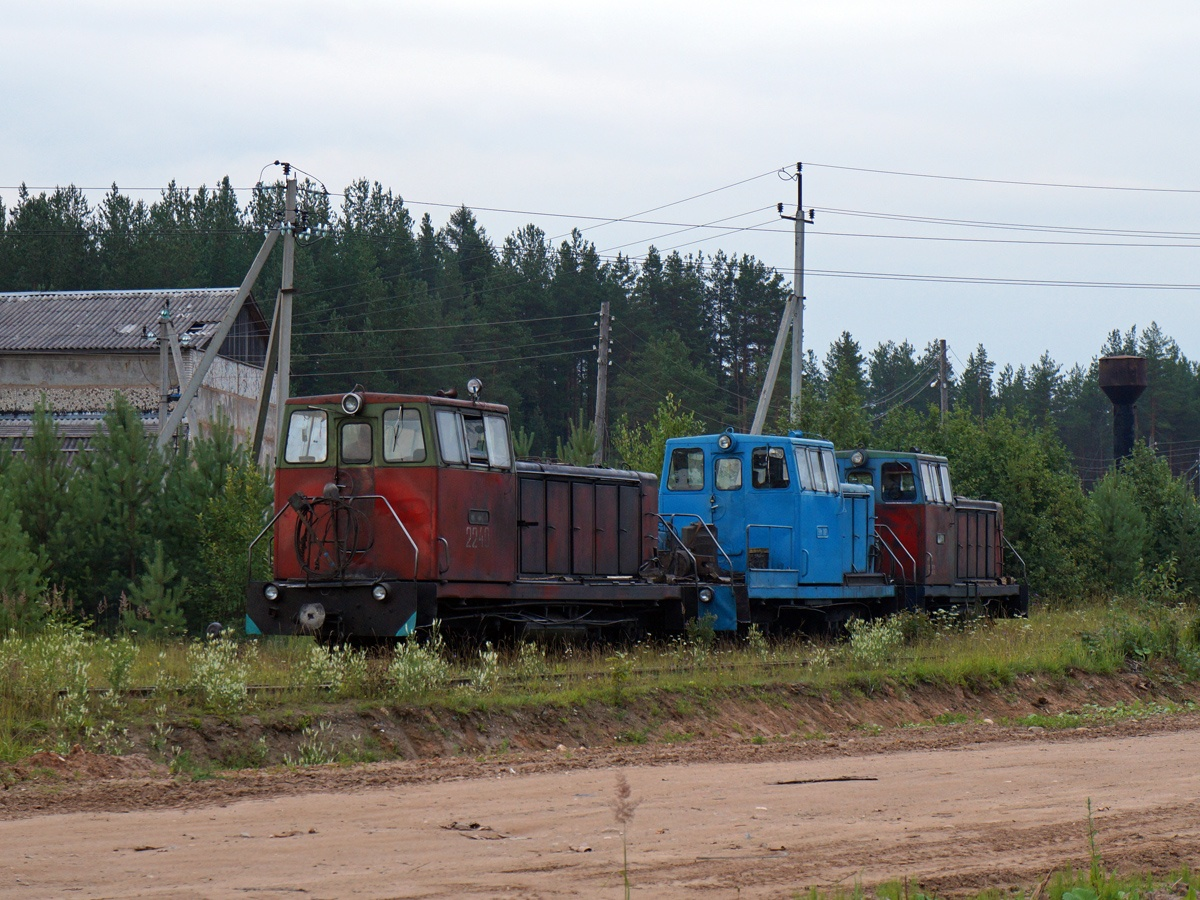
Drei Diesel-Lokomotiven
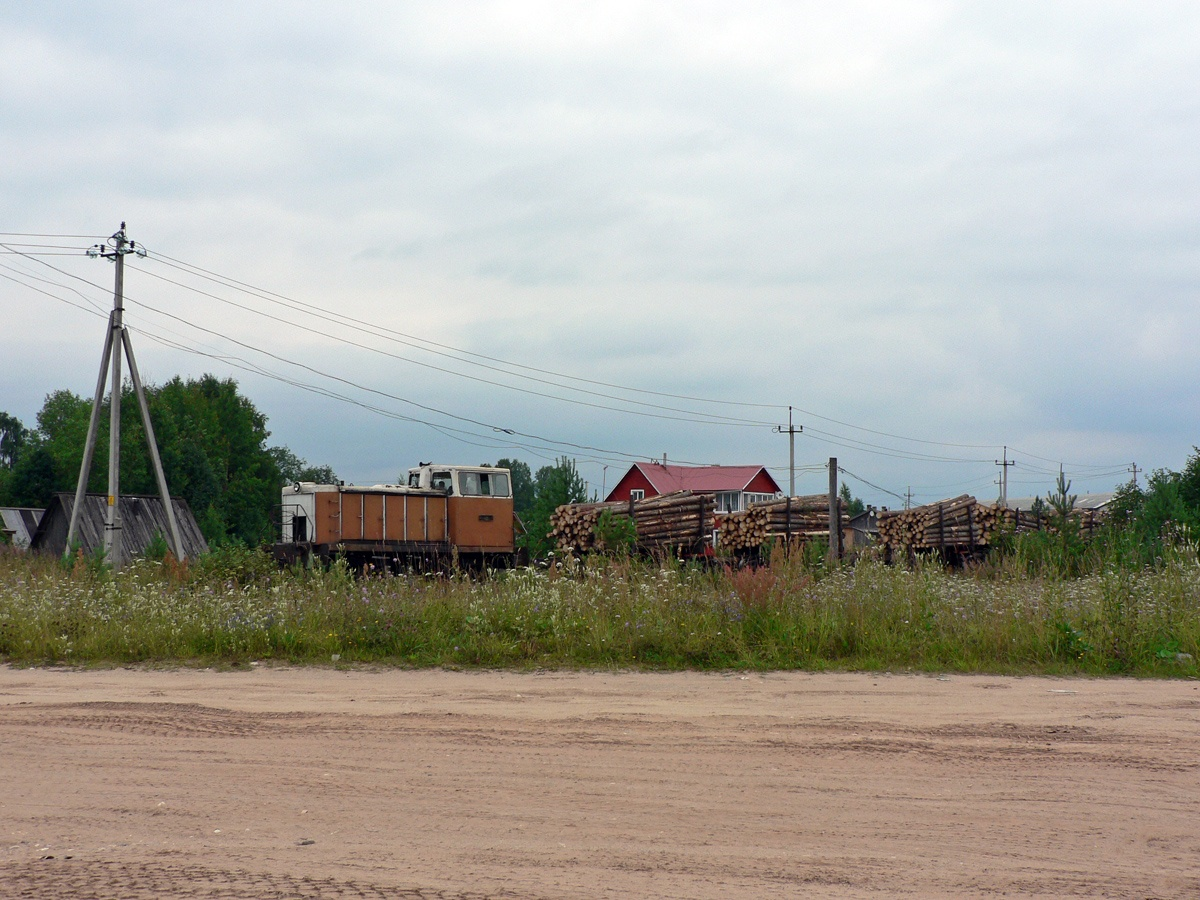
Diesellok der SŽD-Baureihe ТУ8 - № 0017
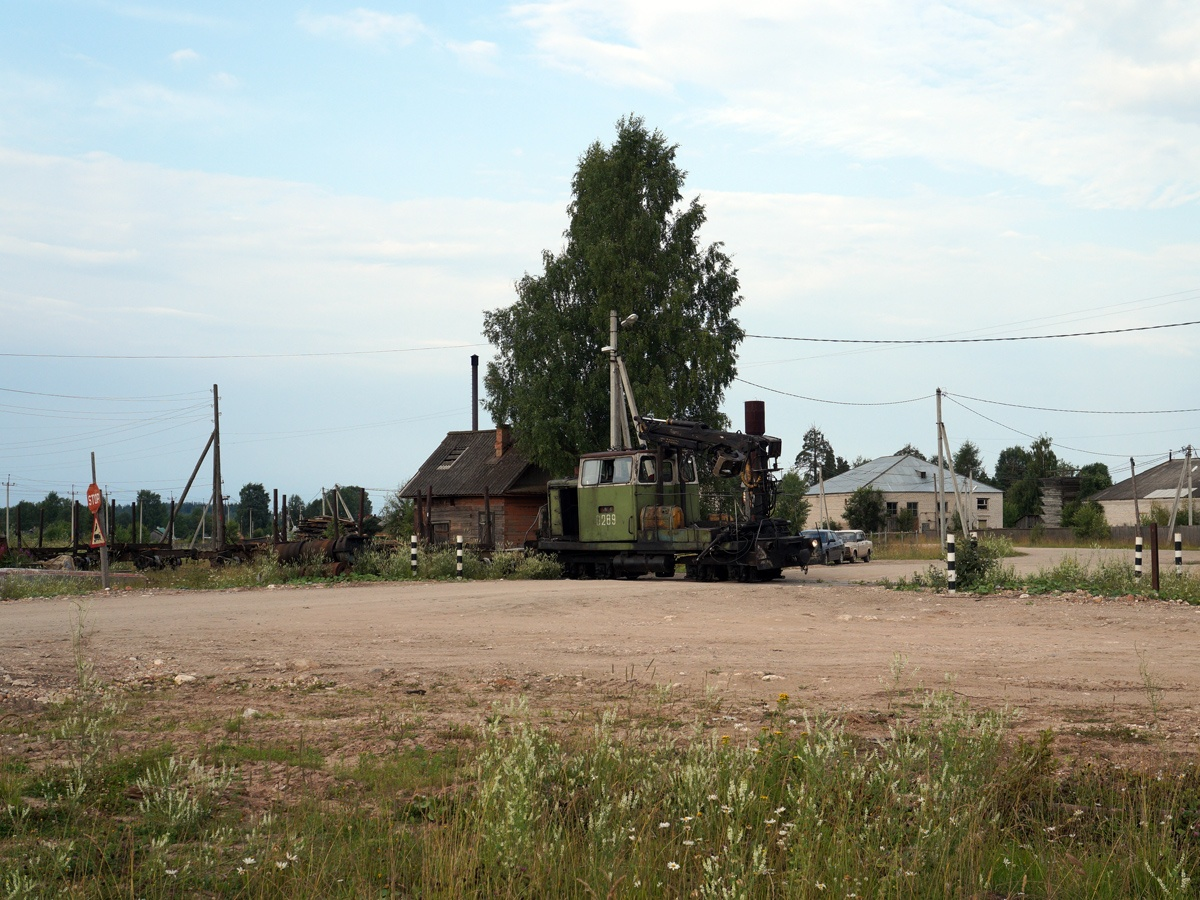
Diesellok der SŽD-Baureihe ТУ6Д - № 0289
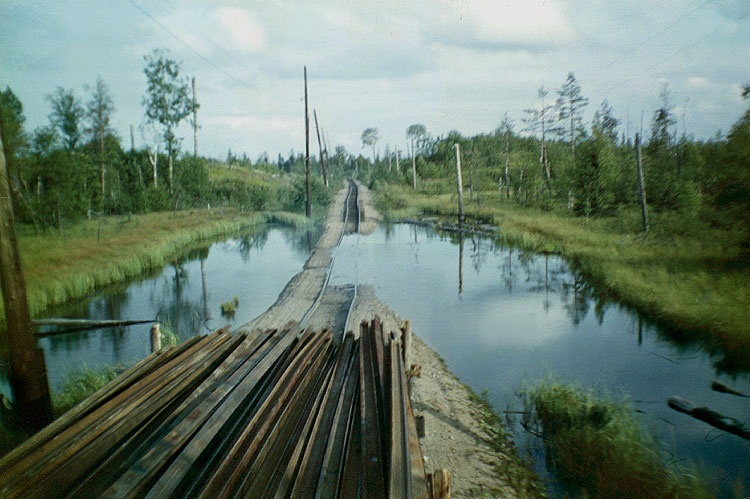
Schmalspurbahn Belorucheiskaya 1977
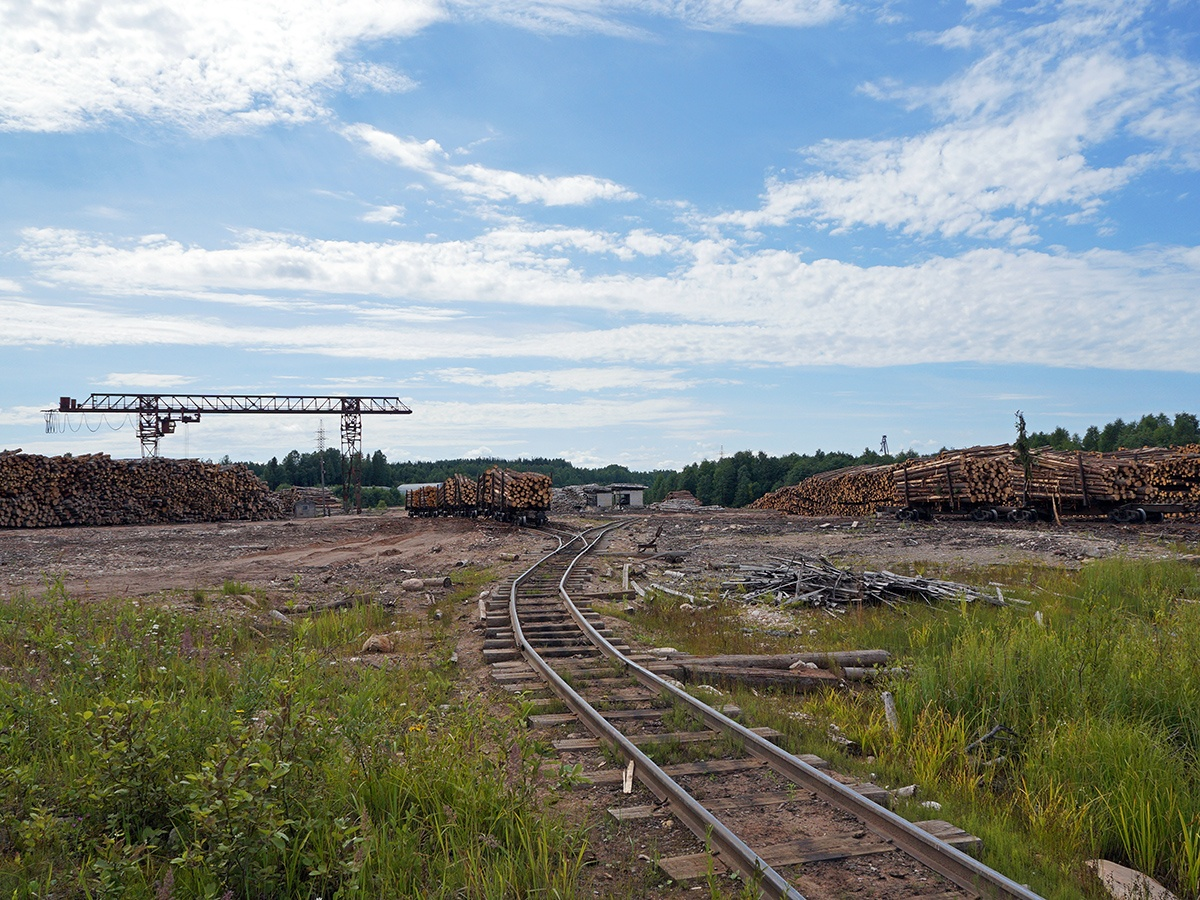
Holzverladeplatz
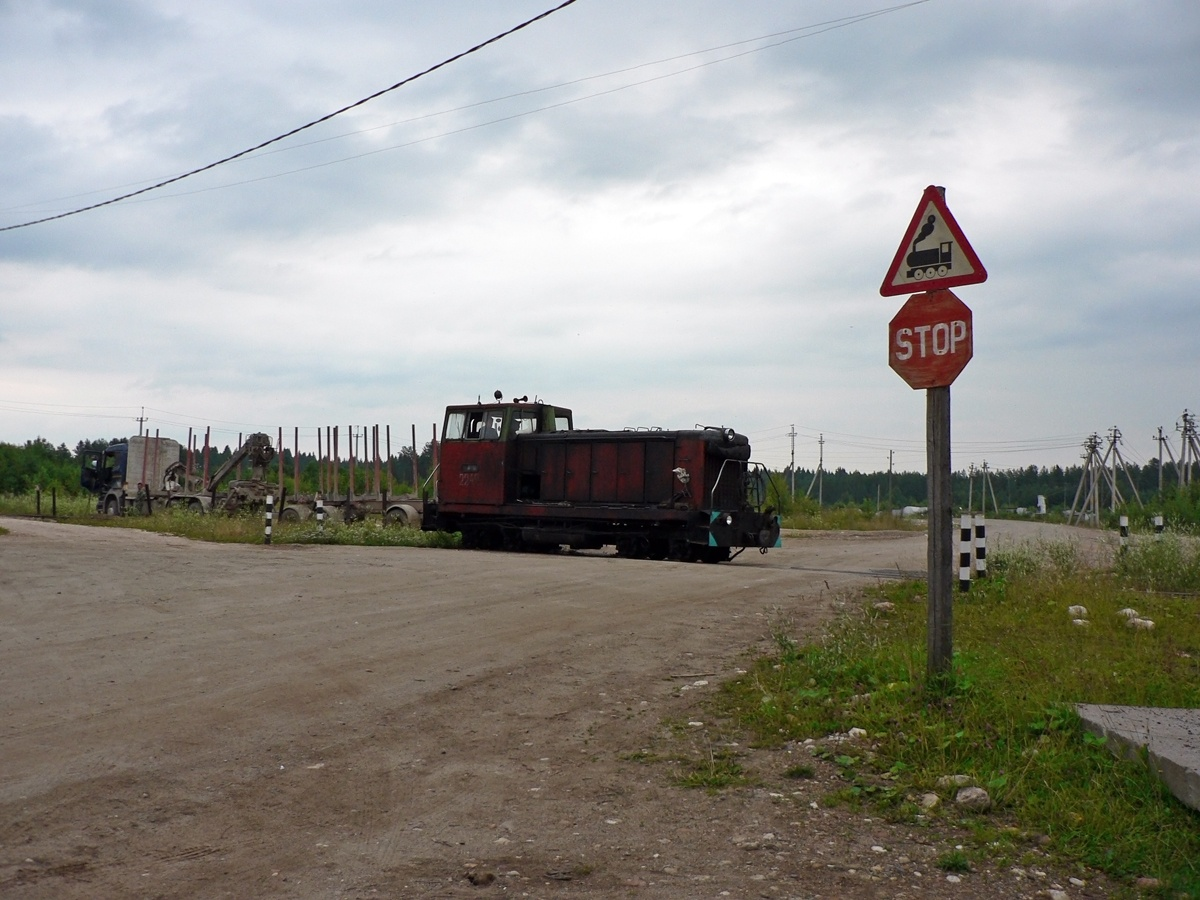
Diesellok der SŽD-Baureihe ТУ7 - № 2240